# العلاقات السويدية القبرصية
العلاقات السويدية القبرصية هي العلاقات الثنائية التي تجمع بين السويد وقبرص.

## مقارنة بين البلدين
هذه مقارنة عامة ومرجعية للدولتين:
| وجه المقارنة                                              | السويد                                                                               | قبرص                                                                 |
| --------------------------------------------------------- | ------------------------------------------------------------------------------------ | -------------------------------------------------------------------- |
| المساحة (كم2)                                             | 450.30 ألف                                                                           | 9.24 ألف                                                             |
| عدد السكان (نسمة)                                         | 10.16 مليون                                                                          | 1.14 مليون                                                           |
| الكثافة السكانية (ن./كم²)                                 | 22.56                                                                                | 123.38                                                               |
| العاصمة                                                   | ستوكهولم                                                                             | نيقوسيا                                                              |
| اللغة الرسمية                                             | اللغة السويدية، لغات السامي، اللغة الفنلندية، منكيلي، اللغة الرومنية، اللغة اليديشية | اليونانية الحديثة، اللغة التركية، لغة يونانية                        |
| العملة                                                    | كرونة سويدية                                                                         | يورو، جنيه قبرصي                                                     |
| الناتج المحلي الإجمالي (بليون دولار)                      | 538.04 مليار                                                                         | 21.65 مليار                                                          |
| الناتج المحلي الإجمالي (تعادل القوة الشرائية) بليون دولار | 469.01 مليار                                                                         | 26.73 مليار                                                          |
| الناتج المحلي الإجمالي الاسمي للفرد دولار أمريكي          | 50.58 ألف                                                                            | 23.24 ألف                                                            |
| الناتج المحلي الإجمالي للفرد دولار أمريكي                 | 45.30 ألف                                                                            | 30.24 ألف                                                            |
| مؤشر التنمية البشرية                                      | 0.907                                                                                | 0.850                                                                |
| رمز المكالمات الدولي                                      | +46                                                                                  | +357                                                                 |
| رمز الإنترنت                                              | .se                                                                                  | .cy                                                                  |
| المنطقة الزمنية                                           | توقيت وسط أوروبا، ت ع م+01:00، ت ع م+02:00، أوروبا/ستوكهولم ‏                         | ت ع م+02:00، ت ع م+03:00، توقيت شرق أوروبا، توقيت شرق أوروبا الصيفي ‏ |

## مدن متوأمة
في ما يلي قائمة باتفاقيات التوأمة بين مدن سويدية وقبرصية:
- ترتبط Oxelösund [الإنجليزية]‏ مع Agros, Cyprus [الإنجليزية]‏ باتفاقية توأمة.

## منظمات دولية مشتركة
يشترك البلدان في عضوية مجموعة من المنظمات الدولية، منها:
| علم المنظمة | اسم المنظمة                               | تاريخ انضمام السويد | تاريخ انضمام قبرص |
| ----------- | ----------------------------------------- | ------------------- | ----------------- |
|             | المنظمة الأوروبية لسلامة الملاحة الجوية   | 1995                | 1991              |
|             | المنظمة الهيدروغرافية الدولية             | ?                   | ?                 |
|             | منظمة الشرطة الجنائية الدولية             | ?                   | ?                 |
|             | الاتحاد البريدي العالمي                   | ?                   | ?                 |
|             | منظمة التجارة العالمية                    | 1995                | ?                 |
|             | الفريق المعني برصد الأرض                  | ?                   | ?                 |
|             | مجموعة الموردين النوويين                  | ?                   | ?                 |
|             | مؤسسة التنمية الدولية                     | 24 سبتمبر 1960      | 2 مارس 1962       |
|             | منظمة الأمن والتعاون في أوروبا            | 25 يونيو 1973       | 25 يونيو 1973     |
|             | مؤسسة التمويل الدولية                     | 20 يوليو 1956       | 2 مارس 1962       |
|             | مجلس أوروبا                               | ?                   | ?                 |
|             | منظمة حظر الأسلحة الكيميائية              | ?                   | ?                 |
|             | الأمم المتحدة                             | 19 نوفمبر 1946      | 20 سبتمبر 1960    |
|             | الاتحاد الدولي للاتصالات                  | 1866                | 24 أبريل 1961     |
|             | الاتحاد الأوروبي                          | 1995                | 1 مايو 2004       |
|             | البنك الدولي للإنشاء والتعمير             | 31 أغسطس 1951       | 21 ديسمبر 1961    |
|             | مجموعة أستراليا                           | 1991                | 2000              |
|             | المركز الدولي لتسوية المنازعات الاستشارية | 28 يناير 1967       | 25 ديسمبر 1966    |
|             | وكالة ضمان الاستثمار متعدد الأطراف        | 12 أبريل 1988       | 12 أبريل 1988     |
|             | يونسكو                                    | 23 يناير 1950       | 6 فبراير 1961     |

## وصلات خارجية
- موقع وزارة الخارجية السويدية
- موقع وزارة الخارجية القبرصية